# Île Inskip
L'île Inskip est une île française de l'archipel des Kerguelen située dans le golfe du Morbihan au sein d'un ensemble d'îles de taille comparable.

## Toponymie
L'île est nommée lors de l'expédition du Challenger en 1874. Inskip est le nom de l'un des membres d'équipage.

## Référence
1. ↑  « Ile Inskip », sur kerguelen-voyages.com (consulté le 14 janvier 2015)